# 新星 (山姆·亞歷山大)
新星（英語：Nova），本名山姆·亞歷山大（Sam Alexander），是出現在漫威漫畫中的虛構人物以及超級英雄。屬於宇宙守護者新星軍團的一員，本角色由作家約瑟夫·羅伊柏以及藝術家艾德·麥吉尼斯創造，劇情以初代新星理查·萊德為藍本來延伸。

## 出版歷史
在《Point One》首次出場後,  他出現在《復仇者大戰X戰警》第1集（2012年4月）及第12集（2012年10月）。 之後即以主角的身分出現在漫畫《新星》第5冊，由約瑟夫·羅伊柏以及艾德·麥吉尼斯共同操刀，並在2013年2月正式出版。

## 人物
山姆·亞歷山大在15歲時和他的父母及妹妹居住於美國亞利桑那州的無憂城。每當他那位在他所就讀的中學擔任校聘工友的父親歸來時，總是渾身酒氣地說著他與新星軍團戰鬥的故事，而在父親消失以前，山姆也從未相信這些故事。他的母親是一位拉丁裔的家庭主婦，在父親失蹤以後便開始找工作意圖撐起家計。他的妹妹在漫畫中則沒有贅述，大部分的形象就像一般的兄妹情一樣。某天當山姆放學回家時發現父親意外地失蹤了，慌張的他為了尋找父親而遭受車禍昏迷送醫急救。在山姆醒來後，火箭浣熊和葛摩菈偷偷闖入醫院告訴山姆他的父親的狂言都是真實存在的。在彆扭地戴上了父親的頭盔之後，他便飛到了月球。山姆在月球上遇到了觀察者，獲知有關於金牛艦隊軍團入侵的消息以及新星軍團的大致歷史。回到地球後，火箭浣熊與葛摩菈訓練他成為如同他父親一般的新星，並且前往偵查金牛艦隊。 
一段時間後，年輕的新星接下了與正朝著地球而來的鳳凰之力星球有關的任務。在發現鳳凰之力到來時，他以失控的速度衝向地球並且在昏迷前意圖告訴復仇者聯盟它的來襲。在康復後，他參與了復仇者聯盟大戰X戰警的戰爭，其原因是因為X戰警中的成員獨眼龍變成了黑暗鳳凰。事後，雷神索爾邀請新星加入復仇者聯盟，而他最後也答應了。
在某天他正接受守護者的訓練時，守護者透漏山姆的父親傑西·亞歷山大依然活著。聽聞此一消息，山姆開心不已。
在內戰 II後，山姆退出了復仇者並加入了冠軍小隊（Champions）。

## 能力
在戴上頭盔變身成為新星後，山姆就可以使用新星之力，這使他擁有了超級力量與耐久力，在任何環境下都可呼吸與生存，並且可發出能量及念力攻擊敵人、也可以讓自己飛行。此外，頭盔也可自動翻譯任何語言，即便是外星語也無須擔憂。

## 其他媒體

### 動畫
- 《終極蜘蛛人》，由Logan Miller配音。[10][11]
- 《天雷爭霸:復仇者聯盟》，由菅沼久義配音。

### 遊戲
- 《漫威：未來之戰》：手機遊戲，山姆·亞歷山大是玩家可使用角色之一。

## 註解
1. ↑  Meylikhov, Matthew, 14 October 2012, "MC at NYCC ’12: Marvel Goes Cosmic with Bendis, McNiven, Loeb and McGuinness （页面存档备份，存于）," Multiversity Comics, accessed 14 October 2012
2. ↑  Nova Vol 5 #1
3. ↑  Nova Vol 5 #2-3 (March 2013-April 2013), Marvel Comics
4. ↑  Marvel Point One one-shot (November 2011). Marvel Comics.
5. ↑  Waid, Mark (編劇), Immonen, Stuart (藝術家), Gracia, Marte (著色師). 《Avengers vs. X-Men: Infinite》, 第1期 (April 2012). Marvel Comics.
6. ↑  Avengers vs. X-Men #12. Marvel Comics
7. ↑  All-New, All-Different Avengers #1
8. ↑  Waid, Mark (w), Cheung, Jim; Medina, Paco Medina (p) (Various) (i). Original Sin #0 (June 2014). Marvel Comics
9. ↑  Champions Vol. 2 #1-3
10. ↑  .   [2017-02-17]. （原始内容存档于2013-10-19）.
11. ↑  .   [2017-02-17]. （原始内容存档于2012-12-12）.